# Kenneth Showell
Kenneth L. Showell (* 1939 in Huron, South Dakota; † 1997) war ein US-amerikanischer Maler. Er ist für seine abstrakten Gemälde im Stil der Lyrischen Abstraktion bekannt.

## Leben und Werk
Kenneth Showell studierte am Kansas City Art Institute und zog 1965 nach New York. 1967 und 1969 stellte er in zwei Gruppenausstellungen im Whitney Museum of American Art aus. 1969 zeigte er in der David Whitney Gallery in New York seine Arbeiten in einer Einzelausstellung. Von 2006 bis 2008 wurde seine Malerei in der Ausstellung "High Times, Hard Times: New York Painting 1967–1975" in der Neuen Galerie Graz und im Zentrum für Kunst und Medientechnologie in Karlsruhe gezeigt.
Seine Werke sind in der Sammlung des Museum of Modern Art und des Whitney Museum of American Art in New York vertreten.